# 住宅・コミュニティ・地方自治省
住宅・コミュニティ・地方自治省（じゅうたく・コミュニティ・ちほうじちしょう、英語: Ministry of Housing, Communities and Local Government, MHCLG）は、イギリスの行政機関の一つで、地域社会や地方自治に関する行政を担う。トニー・ブレア政権下で行われた内閣改造に伴い、副首相府（Office of the Deputy Prime Minister）を改組して2006年5月に設置された。

## 沿革
2001年7月、当時の副首相ジョン・プレスコットを長として、内閣府内に副首相府（Office of the Deputy Prime Minister; ODPM）が設置された。2002年5月、副首相府は廃止された運輸・地方自治・地域省（Department for Transport, Local Government and the Regions）から地方自治行政を移管され、独立した行政機関となった。その後、副首相府は一部で「ほぼ存在価値がない」などと批判されたり、以前より環境監査委員会（Environmental Audit Select Committee）が同府に対して否定的な見方をする報告をまとめていた。こうして、2006年5月5日の第3次ブレア内閣の内閣改造をもって現行の省名に改称され、ルース・ケリーが初代コミュニティ・地方自治大臣に就任した。一部からは、看板の付け替えに過ぎないという批判もある。2018年1月9日には、テリーザ・メイ政権により住宅・コミュニティ・地方自治省（Ministry of Housing, Communities and Local Government）に省名を変更した。2021年9月、ボリス・ジョンソン政権によりレベルアップ・住宅・コミュニティ省 (Ministery of Levelling Up, Housing and Communities) に省名が変更されたが、2024年7月8日に旧称に戻された。